# Сорум
Со́рум— посёлок в Белоярском районе Ханты-Мансийского автономного округа — Югры. Органом местного самоуправления в посёлке является Сорумский территориальный комитет, входящий в состав муниципального Белоярского района.

## Географическое положение
Посёлок сельского типа Сорум расположен на севере Белоярского района на реке Сорум, которая впадает в Казым, принадлежащую к Обскому бассейну, в северной части умеренного пояса и Западно-Сибирской равнины. Посёлок удален от Карского моря на 500 км, расстояние до районного центра — 236 км.

## История
Согласно приказу министерства газовой промышленности № 00 — 347 от 14 октября 1976 года разрешено организовать в составе и на балансе тюменского производственного объединения по транспортировке и поставке газа «Газпром Трансгаз Югорск» Всесоюзного промышленного объединения «Газпром Трансгаз Югорск» Сорумское линейное производственное управление магистральных газопроводов. С момента возникновения поселения его население быстро росло в связи с освоением природных богатств Сибири, в частности строительства линейно-производственного управления для транспортировки и перекачки газа. Поселение Сорум образовано 12 ноября 1979 года (решение № 348 от 12.11.79 г. Тюменского облисполкома).

## Природные ресурсы
Природные богатства территории разнообразны, преобладают редкостойные сосново-лиственничные с берёзой леса. На придолинных склонах встречается сибирский кедр. В понижениях рельефа — болота с моховой растительностью и клюквой. В лесах много ягодных кустарничков: голубики, черники, водяники, брусники, морошки, смородины; разнообразие грибов — подосиновиков, подберёзовиков, белых, маслят.
В лесу водится — тетерев, глухарь, рябчик, куропатка. Дятлы, сойки и медвежонок кедровки предпочитают таёжные места. В посёлке нередко можно встретить многочисленных представителей воробьинообразных— обыкновенную синицу, сороку, серых и черных ворон, обыкновенную галку и обыкновенного грача. Через территорию проходят миграционные пути перелетных птиц — серого гуся, лебедя. Широко представлены прилётные гусеобразные. Летом на водоемах обилие уток.
Из млекопитающих животных на территории обитают представители грызунов, хищных, парнокопытных. Из хищных животных можно встретить бурого медведя, лисицу, соболя, лесную куницу, белого песца. Копытные дикие животные представлены одним видом — лосем.
В реках и озёрах много рыбы — налима, щуки, чебака, язя, окуня, сороги, ершей; встречается сиг-пыжьян, таймень.
Западную часть территории занимает государственный биовидовой заказник регионального значения «Сорумский» образованный в 1995 году. Заказник создан с целью сохранения и изучения сорумской популяции лося на путях его сезонных миграций, сохранения и восстановления нарушенной среды его обитания.
На Сорумской территории широко распространены пески. Запасы их практически неограниченны. Качество песков в большинстве случаев высокое, что позволяет их широкое использование.
Одним из крупнейших на Земле хранилищ подземных вод является Западно-Сибирский артезианский бассейн. В связи с этим Сорумская территория весьма богата подземными водами. Бассейн используется в качестве питьевой воды.

## Население
| 2010  | 2012  | 2013  | 2014  | 2015  | 2016  | 2017  |
| ----- | ----- | ----- | ----- | ----- | ----- | ----- |
| 1509  | ↗1639 | ↗1665 | ↗1714 | ↘1640 | ↘1612 | ↘1591 |
| 2018  | 2019  | 2020  | 2021  |       |       |       |
| ↘1560 | ↘1486 | ↗1502 | ↘1456 |       |       |       |

## Экономика
На Сорумской территории находятся производственные объекты:
Сорумское ЛПУ МГ — начальник Литке Р. В.
Численность работающих в Сорумском ЛПУ МГ — 511 человек.
Протяженность газопроводов составляет — 1025,6 км.
Мощность — 467 МВт.
Сорумское ЛПУ МГ обслуживает семь ниток магистральных газопроводов «Газпром трансгаз Югорска», от 193 км до 331 км по километражу газопровода Надым — Пунга 1.
Белоярское управление технологическим транспортом и специальной техники — начальник автоколонны базирующейся в п. Сорум Иванов М. Ю.
Белоярское управление аварийно-восстановительных работ — начальник отделения Смирнов Е. Л.

## Социальная инфраструктура

### Общественная сфера
В состав общественной сферы посёлка входят жилищно — коммунальное хозяйство, торговля и общественное питание, бытовое обслуживание, связь, образование, культура, здравоохранение.
В посёлке имеется определённый набор объектов, удовлетворяющих потребности людей: школа; детский сад «Брусничка»; культурно-спортивный комплекс, известный своей художественной самодеятельностью; детская музыкальная школа; врачебная амбулатория — дневной стационар на 6 койко-мест; торговля и общественное питание; гостиница «Сибирь».
Жилищный фонд посёлка составляет 28058 м². на одного жителя приходится 19,5 м². жилья.
Доходы населения способствуют развитию торговли, общественного питания и платных услуг. Полностью обеспечивается потребность населения лишь за счет производства на месте хлеба и хлебобулочных изделий. Остальные продукты питания и непродовольственные товары завозятся. Населением заготавливаются ягоды, грибы, орехи, дичь.

### Транспорт
Посёлок Сорум связан с городом Белоярский круглогодичной автодорогой. Налажено сообщение Белоярский — Сорум на маршрутном такси.

### Коммуникационная сеть
Посёлок газифицирован и энергоснабжен. На территории действует отделение связи. Телефонов установлено на 500 номеров.
Проблема питьевой воды в посёлке решена. По водопроводу вода поступает из артезианских скважин. Установлено и налажено немецкое оборудование по фильтрации и доочистке воды с последующим добавлением микроэлементов.
1. 1 2  Итоги Всероссийской переписи населения 2020 года (по состоянию на 1 октября 2021 года)
2. ↑  Всероссийская перепись населения 2010 года. Численность населения и его размещение в Тюменской области
3. ↑  Численность населения Российской Федерации по муниципальным образованиям. Таблица 35. Оценка численности постоянного населения на 1 январ
4. ↑  Численность населения Российской Федерации по муниципальным образованиям на 1 января 2013 года. Таблица 33. Численность населения городских округов, муниципальных районов, городских и сельских поселений, городских населённых пунктов, сельских населённых пунктов — Росстат, 2013. — 528 с.
5. ↑  Таблица 33. Численность населения Российской Федерации по муниципальным образованиям на 1 января 2014 года
6. ↑  Численность населения Российской Федерации по муниципальным образованиям на 1 января 2015 года
7. ↑  Численность населения Российской Федерации по муниципальным образованиям на 1 января 2016 года — 2018.
8. ↑  Численность населения Российской Федерации по муниципальным образованиям на 1 января 2017 года — М.: Росстат, 2017.
9. ↑  Численность населения Российской Федерации по муниципальным образованиям на 1 января 2018 года — М.: Росстат, 2018.
10. ↑  Численность населения Российской Федерации по муниципальным образованиям на 1 января 2019 года
11. ↑  Численность населения Российской Федерации по муниципальным образованиям на 1 января 2020 года